# عريف (بحرية)

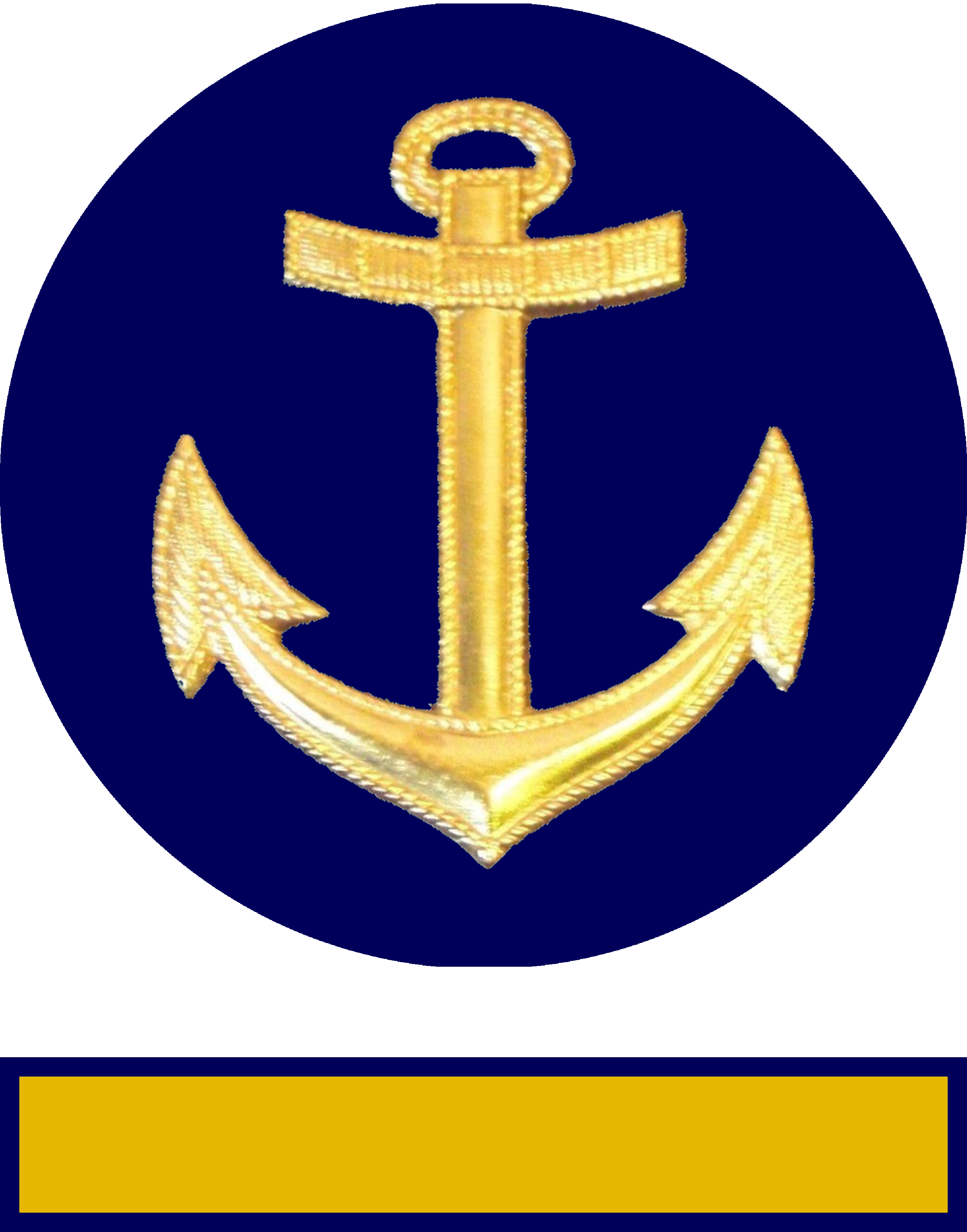
OR2 رئيس البحارة VM كم الساحل

عريف بحرية رتبة عسكرية في القوات البحرية، بالذات في دول الكومنولث. عندما يتم استخدامه من قبل دول حلف شمال الأطلسي، يرمز لرتبة عريف ب OR-4. وغالبًا ما يكون مكافئًا لرتبة عريف في الجيش والقوات الجوية وبعض القوات البحرية تستخدم العريف بدلاً من عريف بحرية.
يتم استخدام الرتبة في أساطيل أستراليا وبنغلاديش وكندا وفنلندا وغانا والهند وإيرلندا وناميبيا ونيوزيلندا والنرويج وباكستان وجنوب إفريقيا وسريلانكا والمملكة المتحدة.